# Yellowcard
Yellowcard es una banda de pop punk de Jacksonville, Florida. Un característico distintivo de la música de Yellowcard es el uso del violín.

## Historia
Yellowcard se formó en 1997 en Jacksonville, Florida. La banda estaba formada en ese entonces por 6 miembros: Ben Dobson (voz), Todd Clarry (voz y guitarra), Ben Harper (guitarra), Sean Mackin (violín), Warren Cooke (bajo), Longineu W. Parsons III (batería). La banda publicó su primer álbum, Midget Tossing, en 1997 y se encontraron con algunos éxitos, antes de algunos cambios. Ben Dobson y Todd Clarry fueron reemplazados por Ryan Key (voz, guitarra) quien convenció a la banda que no alcanzarían mayores éxitos en Florida, así que decidieron trasladarse a California del Sur. El nuevo grupo lanzó el Still Standing EP en el año 2000; un año más tarde, lanzarían su nuevo primer álbum, One for the Kids (Lobster Records), seguido por The Underdog EP (Fueled by Ramen Records) en el 2002 los cuales fueron bien recibidos por sus fanes. Sin embargo, Yellowcard tuvo una verdadera recepción luego de firmar con Capitol Records en el 2003 y lanzando Ocean Avenue. La popularidad de la banda continúa hoy; ellos han hecho tours con grupos como Something Corporate, Less Than Jake, Matchbook Romance y Mae, así como apareció la banda sonora del éxito Spider-Man 2 (con la canción Gifts And Curses) y en una compilación "Rock Against Bush Vol. II", con la carátula de la canción Violins de Lagwagon. Los sencillos que la banda lanzó fueron "Way Away," "Ocean Avenue," y "Only One."
Durante una gran parte del 2005, Yellowcard trabajó en su nuevo disco, titulado Lights and Sounds (Luces y Sonidos). El álbum fue lanzado el 24 de enero de 2006. Pete y Ryan se mudaron a New York en enero de 2005 y comenzaron a escribir el álbum mientras que el resto de la banda regresaba de California de 18 meses continuos de tour. Es un álbum comceptual, con muchas canciones basadas en los sentimientos negativos hacia Los Ángeles. 20 canciones fueron grabadas para el álbum, 14 de ellas están en el disco, un adicional "B-side" disponible en una segunda versión, sencillos en CD y el iTunes Music Store, llamado "Three Flights Down". La pista-título, "Lights and Sounds," fue el primer sencillo lanzado y ofrecido en el juego de consola Burnout Revenge. Así como "Breathing" fue lanzado para Burnout3 en el 2004. En las primeras semanas del lanzamiento el álbum vendió solo poco más de 90.000 copias. "Rough Landing, Holly" es el segundo sencillo, con un video lanzado en marzo de 2006.
Ryan dice que "Holly se convirtió en esa persona que en la grabación aparece en muchas de las canciones, y por momentos la amas y por momentos la odias. Por momentos ella es buena, y por momentos ella es mala. Ella está en una canción llamada "Holly Wood Died," y en otra canción llamada "Rough Landing, Holly," ésta es mi canción favorita del álbum."
Luego de su gira por Latinoamérica promocionando Lights and Sounds y de realizar conciertos en lugares donde nunca habían estado antes, tales como México, Argentina y Chile, el 16 de octubre de 2006, Yellowcard anunció en su sitio oficial que ya se encontraban en la grabación de un nuevo disco y que ya estaban hechas 3 canciones. El 21 de marzo de 2007 terminaron su nuevo disco y Ryan anunció en un show el nombre de su nuevo álbum, Paper Walls. La fecha para el lanzamiento de Paper Walls se fijó para el 17 de julio de 2007. Luego del lanzamiento de Paper Walls y su sencillo "Light Up The Sky", la banda ha hecho tours en Estados Unidos, Japón, Australia y Europa durante todo el 2007. En octubre de 2007, Posiblemente según muchas entrevistas a finales del 2008 grabaran su segundo sencillo (video) aunque aún no se sabe cuál es. Peter Mosely, bajista de la banda, anunció en el sitio web oficial de la banda su retirada. La banda aún no tiene un bajista permanente, pero en reemplazo ahora tocan con Josh Portman, de la banda Near Miss.

### Pausa (2008-2010)
Yellowcard anunció en una entrevista en abril de 2008 que se van a tomar una pausa indefinida. Su gira europea fue cancelada, por lo que decidieron embarcarse en una gira acústica.
Otra razón para la pausa de la banda fueron las situaciones individuales. LP tomó tiempo para estar con su familia y ahora es parte de un proyecto del lado de la banda en Jacksonville, FL . Sean se casa este año y quería tiempo para pasar con su familia. Ryan Key declaró que los miembros de la banda necesitan tiempo para invertir en su vida personal. La banda no sabe cuánto durará esta pausa, pero aseguró a sus fanes que no está separándose, solo tomándose tiempo libre.
A partir de mayo de 2008, Yellowcard ha dejado Capitol Records y aún están sin firmar. Yellowcard anunció en su página de Myspace que realizaría su primer show tras varios meses en la Universidad Estatal de Utah el 30 de septiembre
Este último show acústico en Utah, al que asistieron más de 2500 personas, fue respaldado por toda la seguridad de dicha Universidad.

### Reunión yWhen You're Through Thinking, Say Yes(2010-2012)
El 1 de agosto de 2010, el Facebook oficial de la banda, se anunció que la banda se había reunido y que planifican grabar un nuevo disco. A excepción de Peter Mosely, quien decidió dejar la banda por razones personales. Por esto, la banda empezó a trabajar con un nuevo bajista, quien es Sean O'Donnell de la banda californiana Reeve Oliver, quien también trabajó con Key y Méndez en un pasado proyecto alternativo llamado Big If.
Yellowcard reabrió su cuenta de YouTube, en la que hasta ahora, se han subido vídeos del proceso de grabación del disco y conciertos en distintos países llamados "Yellowcard Sessions".
El 13 de noviembre, Yellowcard se presentó en The Glass House, Pomona, California. En este show Ryan Key, reveló el nombre del nuevo disco al público titulado When You're Through Thinking, Say Yes y también tocaron una canción este mismo, llamada For You, and Your Denial. Además del anunciamiento de una gira de primavera junto a las bandas All Time Low, Hey Monday y The Summer Set. El 17 de enero se publicó una muestra de esta canción lanzada como nuevo sencillo un día antes de su lanzamiento. El segundo sencillo Hang You Up fue publicado el 22 de febrero. El álbum fue lanzado el 21 de marzo en formato físico y digital, este último a través de iTunes.
El 11 de abril la banda anunció que estaría de gira por el Reino Unido junto a Good Charlotte y Runner Runner. El 25 de octubre se estrenó el vídeo musical de Sing For Me a través de MTV en el programa 10 on Top.
En una conversación casual de Key con Neal Avron se escuchó decir que el próximo proyecto de la banda se llamara Continue on the Road, ya que habrá Yellowcard para rato.

### Partida de Sean O'Donell y Southern Air (2012-presente)
En shows de noviembre del 2011, Yellowcard comentó que en marzo estarían de regreso en el estudio para grabar un nuevo disco que tienen planeado lanzar en el verano del 2012, gracias a la gran aceptación y energía del público con la banda.
El 3 de febrero de 2012, anunciaron es el sitio oficial que Sean O'Donnell bajista, dejaba la banda por motivos personales. Este año se casa por lo que necesitaba tiempo para estar con su familia cosa que no hubiera podido hacer estando de gira con la banda y dedicado de tiempo completo. "Yellowcard ha hecho grandes discos de rock antes de estar con ellos, y sin duda continuarán haciéndolo sin mí. Ahora voy a continuar en el papel que he llevado a cabo durante los últimos 13 años, la de un devoto admirador." comentó Sean al finalizar su mensaje escrito en la página.
El 17 de febrero de 2012, Yellowcard anunció en su sitio web que Josh Portman de la Banda Near Miss será el nuevo bajista.
El 23 de mayo de 2012 se lanzó el primer sencillo, "Always Summer", que publicita el nuevo álbum de Yellowcard a estrenarse el verano de 2012, y tiempo después se lanzaría el videoclip del mismo. El 3 de junio se anunció el nombre del nuevo álbum: "Southern Air". El 12 de junio, Yellowcard anunció el listado de las nuevas canciones del álbum, y más tarde se confirmó su fecha de lanzamiento, el 14 de agosto.
El 11 de julio publicaron la canción de apertura de su nuevo álbum, "Awakening", disponible por streaming y en el canal de YouTube de Hopeless Records con un "lyric video". El 15 de julio la banda confirmó el nombre de su siguiente sencillo, "Here I Am Alive", el cual sería lanzado el 31 de julio. El 19 de julio compartieron varios de sus pensamientos sobre el nuevo álbum en un vídeo subido también al canal de Hopless Records, en el cual se les puede ver tocando una versión acústica de la canción "Southern Air". La primicia del videoclip de "Here I Am Alive" será lanzada el 14 de agosto en MTV.

### Southern Air y Ocean Avenue Acoustic (2012-2014)
Yellowcard anunciaron durante varios espectáculos en el noviembre de 2011 que volverían al estudio a principios de 2012 para registrar un nuevo registro. Ryan Key declaró que la recepción positiva de Cuando es a través del Pensamiento, Dicen Sí y la energía positiva total que el grupo(cinta) genera es la inspiración para comenzar a escribir otra vez. El grupo ha comenzado ya a escribir el material para el nuevo registro. El 10 de febrero se anunció que toda la nueva música había sido demo'd y Key comenzaría a escribir el poema lírico.
El 3 de febrero de 2012 Sean O'Donnell fijó un mensaje en el sitio web del grupo declarando que abandonaba el grupo(cinta) porque se casaba y querido para concentrarse en su familia y no viajar todo el año. Durante el 17.º del mismo mes, también en el sitio web del grupo, se anunció que Josh Portman llenaría el punto como el bajista.
El 2 de marzo, Ryan Key fijó un tuit al músico del mismo tipo Alex Gaskarth (de All Time Low), confirmando que una de las nuevas pistas en el registro próximo se tituló The Surface of the Sun".
El 5 de marzo de 2012 Yellowcard entraron en el estudio para comenzar a registrar su nuevo álbum. Al día siguiente, transmiten la parte en vivo de su grabación del estudio. Ryan Mendez también declaró en la chat en vivo que habría 10 pistas en el nuevo álbum.
En un vídeo fijado por TheInsider.com, el 15 de marzo, Ryan Key declaró que una de las palabras en el título del álbum es " "Air" ". También declaró También se indicó en vivo hay una canción que da título al disco en el álbum y confirmó la existencia de una canción completamente acústica llamada "Ten" en la misma entrevista. Alex Gaskarth de All Time Low, All Time Low, Cassadee Pope from Hey Monday, y Tay Jardine from We Are The In Crowd aparecerá como cantantes del invitado en el álbum.
Yellowcard anunciaron que terminaron el registro el 8 de abril, después de 5 semanas de la grabación. El 21 de mayo, el primer sencillo del álbum, "Always Summer" premiered en el sitio web AbsolutePunk y estaba disponible Gratis streaming. Al día siguiente, estaba disponible a la venta en iTunes y Amazon. El 3 de junio, Punk absoluta anunció el título del nuevo disco, Southern Air. El 12 de junio, Yellowcard anunció el listado para el aire del sur de la pista. Ryan Méndez confirmó que Estados Unidos fecha de estreno es el 14 de agosto y la fecha de lanzamiento de Japón el 15 de agosto. El 28 de junio, durante un anuncio en los X Games en ESPN, se oyó un clip de la canción "Surface of the Sun". fue escuchada.
El 11 de julio, Yellowcard liberó la pista de apertura para su disco que se "Awakening". Está disponible para la transmisión. El video de la canción lírica está ahora en YouTube en Hopeless Records. El 15 de julio, la banda confirmó que el siguiente sencillo sería llamado "Here I Am Alive," fijado para ser lanzado el 31 de julio. El 19 de julio, compartieron algunos de sus pensamientos sobre el álbum en forma de un vídeo en línea, que contiene también una versión acústica de la pista del título. El 7 de agosto, el álbum se puso a disposición para streaming en YouTube de Hopeless Records. Here I Am Alive" Videoclip con Tay Jardine se estrenó el 14 de agosto en MTV El 21 de agosto, versiones acústicas de "Always Summer" y "Here I Am Alive" llegó a estar disponibles en el canal de YouTube Hopeless Records. El 26 de septiembre, Yellowcard lanzó una versión acústica de "Telescope" en el canal YouTube de Hopless Records.
Ryan Key y Longineu Parsons III realizaron una versión acústico de Mumford y Sons' song "I Will Wait" en el primer show del tour de Yellowcard Southern Air, y continuaron a tocar casi todas las noches.
El 6 de diciembre, Yellowcard anunció que estaban en el estudio.[28] poco después, el 10 de diciembre, Yellowcard había lanzado el video musical para "Awaking" en una entrevista para MTV .[29]
El 3 de mayo de 2013, Yellowcard, confirmó los rumores vía Twitter acerca de la grabación de un registro acústico de Ocean Avenue en honor del décimo aniversario del álbum platino.[30]
El 3 de junio de 2013, se instalaron pre-pedidos para acústica de Ocean Avenue. El álbum fue lanzado el 13 de agosto de 2013. La banda también anunció una gira acústica Ocean Avenue este otoño con la invitada especial Geoff Rickly del jueves.[31]
Yellowcard también interpretó su canción "Paper Walls" por primera vez en la gira acústica de Ocean Avenue.
El 29 de octubre de 2013 Yellowcard anunció que lanzará una versión de la canción de Tony Sly llamado "Already Won" que está incluido en "Las canciones de Tony Sly: un tributo". También están involucrados en una compilación de Navidad va Punk con una cubierta de "Christmas Lights" de Coldplay.
Durante enero y febrero de 2014, la banda tomó la Avenida Ocean Acoustic gira hacia fuera para una segunda etapa alrededor de los Estados Unidos en las ciudades que perdieron la primera vez, con invitados especiales lo que es comer Gilbert. En diversos espectáculos durante el recorrido y en las cuentas de redes sociales personales de miembros, la banda comenzó afirmando que han estado escribiendo música y sería regresar al estudio de este año.

### Longineu Parsons III salida y Lift a Sail (2014-2015)
El 12 de febrero de 2014, fue anunciado que Yellowcard estaría tocando todo el 2014 el Vans Warped Tour.
El 13 de marzo de 2014, Yellowcard anunció que Longineu Parsons III había dejado Yellowcard para dedicarse a otros intereses musicales. 20 de marzo, la banda anunció dejaron Hopeless Records tres años y tres álbumes, firman un contrato multiplatino con Razor & Tie. Luego se anunció que sería liberado un nuevo récord en el otoño de 2014. El 24 de marzo, la banda anunció que Nate Young de Anberlin estaría tocando la batería en el nuevo álbum y el 14 de abril además confirmó que realizaría con la banda en el Warped Tour.
El 4 de agosto de 2014, Yellowcard anunció que el próximo álbum se titulará Lift a Sail. El mismo día, la cuenta de Yellowcard de Twitter vinculada a un post de AbsolutePunk.net que reveló la lista de obras de arte y pista del álbum. El álbum tendrá 13 pistas. 
En la misma fecha, la banda también anunció una gira Co-titular con Memphis May Fire, con invitados especiales Emarosa. El recorrido tendrá lugar en los Estados Unidos en el otoño de 2014 y está previsto que comience en la semana después de que el álbum sea lanzado. El día 28 del mismo mes, se anunció que podría ser el Baterista Tucker Rule, anteriormente de la banda Thursday, en el tour.
El 19 de agosto de 2014, Yellowcard lanzado el primer sencillo, "One Bedroom", como una pista de pre-orden en iTunes y reveló que levante una vela se liberarían 7 de octubre de 2014.
A medianoche, el 9 de septiembre de 2014, Yellowcard lanzó el segundo sencillo de Lift a Sail, titulada "Make Me So". El 15 de septiembre de 2014, Yellowcard liberó el video Letra de la canción de apertura "Transmission Home". El 23 de septiembre de 2014, Yellowcard lanzó el tercer sencillo de Lift a Sail titulada "Crash the Gates".

### Yellowcardy separación (2016-2017)
El 30 de septiembre anunciaron su nueva canción "Rest in peace" que pertenece a su décimo y último trabajo de estudio, que promete que será una de las mejores y poderosas dentro de su carrera, digno de recordar para todos sus fanes, en la grabación de su vídeo mostraría imágenes de sus conciertos a los que estuvieron sus fanes.                                       

Ese mismo año dijeron en su página oficial que "Yellowcard" darían su último tour por Estados Unidos y algunas partes por Reino Unido, también su despedida luego de 19 años de trayectoria y múltiples cambios en su alineación decidieron llegar a su fin, la noticia se hizo oficial en sus redes sociales y esto ese lo que dijeron "Expresar esto con palabras no ha sido fácil. Cuando dices adiós, es difícil saber en donde empezar, especialmente cuando hay tantas razones para no decirlo, pero ha llegado el tiempo de compartir estas noticias. Luego de estas incontables discusiones y meses de reflexión, hemos decidido que es hora de que Yellowcard llegue a su fin. Este sera nuestro último álbum y nuestro último tour mundial."                                                                                                                                                                      

### Regreso yBetter Days(2022-presente)
El 11 de mayo, a través de un comunicado en su cuenta oficial de Instagram, Yellowcard anuncia su regreso a los escenarios para formar parte de la alineación oficial del evento RIOT FEST 2022, festival a festejarse en Douglass Park - Chicago, IL en septiembre del mismo año.                                                                                                                                                                      
En el comunicado, la banda expresa: ""Han pasado más de 5 años desde que hemos compartido un escenario juntos. Cuando decidimos separarnos en 2017, todos nosotros pensamos que realmente era el final (de la banda). Sin embargo nuestra jornada juntos continua sorprendiéndonos."
El 20 de mayo de 2023, la banda anunció un nuevo sencillo titulado "Childhood Eyes" después de una serie de publicaciones teaser en las redes sociales. La canción fue lanzada el 31 de mayo de 2023 como el primer sencillo de un EP del mismo nombre. saldrá el 21 de julio a través de Equal Vision Records.
En la primavera de 2025, se anunció que Yellowcard había firmado con Better Noise Music y que lanzaría un nuevo álbum de larga duración producido por Travis Barker de Blink-182. El 28 de mayo de 2025, la banda lanzó dos nuevos temas titulados "Better Days" y "honestly i". El primero, que la banda había comenzado a tocar en vivo el año anterior, sirve como tema principal de su próximo undécimo álbum de estudio, que saldrá el 10 de octubre.

## Miembros de la banda
| Miembros actuales - Sean Mackin – violín, mandolina, coros, voz ocasional (1997–2017, 2022–presente) - Ryan Key – voz (1999–2017, 2022–presente), guitarra rítmica (2000–2017, 2022–presente), guitarra líder (2005–2010), piano (2000–2017), bajo (2002–2003, 2004–2010) - Ryan Mendez – guitarra líder, coros (2005–2017, 2022–presente), guitarra rítmica, bajo (2005–2010) - Josh Portman – bajo, coros (2012–2017, 2022–presente; como músico de apoyo: 2007–2010) Miembros de apoyo y sesión atcuales - Jimmy Brunkvist (Like Torches) – batería (2016–2017, 2023–presente) | Antiguos miembros - Ben Dobson – voz (1997–1999) - Todd Clary – guitarra rítmica (1997–2000) - Warren Cooke – bajo, coros (1997–2002) - Ben Harper – guitarra líder (1997–2005) - Longineu W. Parsons III – batería, percusión (1997–2014) - Peter Mosely – bajo, piano, coros (2004–2007; como músico de apoyo: 2002–2003) - Alex Lewis – bajo, coros (2003–2004) - Sean O'Donnell – bajo, coros (2010–2012) Antiguos miembros de apoyo y sesión - Tucker Rule (Thursday) – batería (2014–2015) - Nate Young (Anberlin) – batería (2014–2016, 2022–2023) - Rob Chianelli (We Are the In Crowd) – batería (2016) - Cyrus Bolooki (New Found Glory) – batería (2016) |

Línea de tiempo

## Discografía
Álbumes de estudio
- 1997: Midget Tossing
- 1999: Where We Stand
- 2001: One for the Kids
- 2003: Ocean Avenue
- 2006: Lights and Sounds
- 2007: Paper Walls
- 2011: When You're Through Thinking, Say Yes
- 2012: Southern Air
- 2014: Lift a Sail
- 2016: Yellowcard
- 2025: Better Days

### EP
- Still Standing EP (2000)
- The Underdog EP (2002)
- Sessions@AOL EP (2004)
- Deep Cuts EP (2009)
- Childhood Eyes (2023)

### Álbumes en vivo
- Live from Las Vegas at the Palms (2008)

### DVD
- Beyond Ocean Avenue: Live at the Electric Factory (2004)

### Sencillos o Singles
| Año  | Canción                    | US Hot 100 | U.S. Modern Rock | UK Singles chart | AUS | Álbum                                 |
| ---- | -------------------------- | ---------- | ---------------- | ---------------- | --- | ------------------------------------- |
| 2003 | "Way Away"                 |            | 25               | 63               | 36  | Ocean Avenue                          |
| 2003 | "Ocean Avenue"             | 37         | 21               | 65               | 15  | Ocean Avenue                          |
| 2004 | "Only One"                 |            | 15               | -                | -   | Ocean Avenue                          |
| 2006 | "Lights and Sounds"        | 50         | 4                | 56               | 24  | Lights and Sounds                     |
| 2006 | "Rough Landing, Holly"     | -          | 27               | -                | 49  | Lights and Sounds                     |
| 2006 | "Down on My Head"          | -          | -                | -                | -   | Lights and Sounds                     |
| 2007 | "Light Up The Sky"         | -          | -                | -                | -   | Paper Walls                           |
| 2011 | "For You, and Your Denial" | -          |                  | -                |     | When You're Through Thinking, Say Yes |
| 2011 | "Hang You Up"              | -          |                  | -                |     | When You're Through Thinking, Say Yes |
| 2011 | "Sing For Me"              | -          |                  | -                |     | When You're Through Thinking, Say Yes |
| 2012 | "Always Summer"            | -          |                  | -                |     | Southern Air                          |
| 2012 | "Here I Am Alive"          | -          |                  | -                |     | Southern Air                          |